# Wallace’s Monument

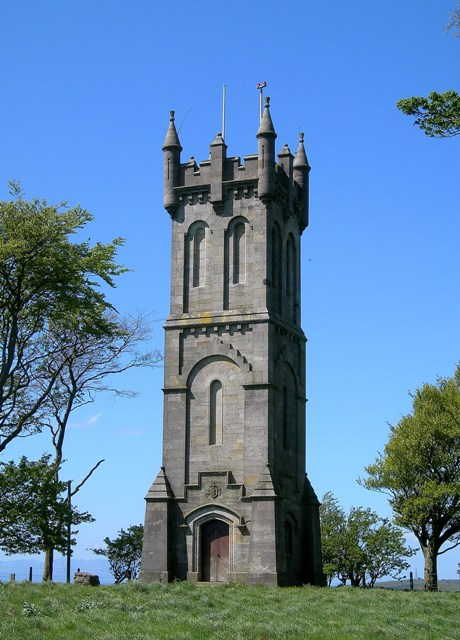
Wallace’s Monument

Das Wallace’s Monument, auch Barnweill Monument oder Barnwell Monument, ist ein Denkmal zu Ehren des schottischen Freiheitskämpfers William Wallace. Es liegt nahe der schottischen Ortschaft Symington in der Council Area South Ayrshire und ist nicht zu verwechseln mit dem bekannteren Wallace Monument bei Stirling. 2007 wurde das Bauwerk in die schottischen Denkmallisten in der höchsten Denkmalkategorie A aufgenommen.

## Geschichte
Am 12. Oktober 1854 wurde in der Lokalzeitschrift Ayr Advertiser der Aufruf abgedruckt, Entwürfe für ein Denkmal zu Ehren Wallace’ bis zum Neujahrstag des folgenden Jahres bei W. F. Love einzureichen. Es gewann der Entwurf von William Dobie aus Beith. Die bis 1857 andauernden Arbeiten führte der Steinmetz Robert Snodgrass aus. Wahrscheinlich stellten die Dobies auch die nötigen finanziellen Mittel zur Verfügung. Das Denkmal wurde zwölf Jahre vor dem bekannten Wallace Monument bei Stirling fertiggestellt.

## Beschreibung
Der neogotische Turm steht isoliert auf einer Anhöhe zwischen den Ortschaften Symington und Tarbolton. Gurtgesimse und zwischen den beiden Obergeschossen ein Kaffgesims gliedern die Fassade des dreistöckigen Sandsteinbaus. Der stumpfe quadratische Turm schließt mit einer umlaufenden Zinnenbewehrung mit Maschikuli. An den Kanten kragen schlanke Türmchen mit Kegeldächern aus. Ein spitzbogiges Gesims bekrönt das Eingangsportal mit profilierter Laibung an der Südostseite. Blinde Rundbögen zieren allseitig das erste Obergeschoss. Im zweiten Obergeschoss sind sie gepaart.